# Bachigualatillo
Bachigualatillo är en ort i Mexiko.   Den ligger i kommunen Navolato och delstaten Sinaloa, i den västra delen av landet, 1 100 km nordväst om huvudstaden Mexico City. Bachigualatillo ligger 14 meter över havet och antalet invånare är 306.
Terrängen runt Bachigualatillo är mycket platt. Runt Bachigualatillo är det ganska tätbefolkat, med 155 invånare per kvadratkilometer. Närmaste större samhälle är Navolato, 5,8 km norr om Bachigualatillo. Trakten runt Bachigualatillo består till största delen av jordbruksmark.